# Alopecosa nybelini
Alopecosa nybelini là một loài nhện trong họ Lycosidae.
Loài này thuộc chi Alopecosa. Alopecosa nybelini được Carl Friedrich Roewer miêu tả năm 1960.